# La Ravoire
 (septembre 2017).
Si vous disposez d'ouvrages ou d'articles de référence ou si vous connaissez des sites web de qualité traitant du thème abordé ici, merci de compléter l'article en donnant les références utiles à sa vérifiabilité et en les liant à la section « Notes et références ».
La Ravoire est une commune française située dans le département de la Savoie, en région Auvergne-Rhône-Alpes. Elle est membre du Grand Chambéry.
Village agricole jusqu'au milieu du XXe siècle, La Ravoire est aujourd'hui la troisième commune de l'agglomération chambérienne en nombre d'habitants.

## Géographie

### Situation
La Ravoire est une commune située dans le département de la Savoie, à 5 kilomètres au sud-est de la préfecture Chambéry. Elle fait à ce titre partie de l’agglomération chambérienne et de la communauté d'agglomération du Grand Chambéry.
La commune se situe dans la Trouée des Marches, non loin de la cluse de Chambéry, entre les massifs des Bauges et de la Chartreuse. La Ravoire possède une partie de son territoire sur les premières hauteurs de la Chartreuse, au niveau du quartier de la Villette mais son altitude est relativement stable sur l’ensemble de la commune, à l'exception de quelques basses collines. Elle ne varie en effet que de 285 à 423 mètres, soit moins de 150 mètres de dénivelé total, à la différence d'autres communes du bassin chambérien.
Pour l’hydrographie, la Leysse longe de tout son long la limite nord de la Ravoire avant de traverser Chambéry et poursuivre sa route jusqu’au lac du Bourget dont l’extrémité sud est située à une douzaine de kilomètres. En outre, la Ravoire est également traversée par l'Albanne, rivière venant de Chartreuse se jetant dans la Leysse à Chambéry, et un autre cours d'eau moins important : la Mère affluent de l'Albanne (la seule à arroser le centre de la commune).

### Communes limitrophes
La Ravoire possède plusieurs communes limitrophes mais n’a pas de limite partagée avec la commune de Chambéry, de laquelle elle est séparée par Barberaz à l’ouest. Les autres communes limitrophes sont Saint-Alban-Leysse au nord, Barby au nord-est, Challes-les-Eaux à l'est, Saint-Jeoire-Prieuré et Myans au sud-est, et Saint-Baldoph au sud et sud-ouest. Parmi ces communes, seule Myans ne fait pas partie de la communauté de communes du Grand Chambéry.
| Bassens (quadripoint) | Saint-Alban-Leysse | Barby                         |
| Barberaz              | La Ravoire         | Challes-les-Eaux              |
| Saint-Baldoph         | Saint-Baldoph      | Myans et Saint-Jeoire-Prieuré |

### Voies de communication et transports

#### Voies routières

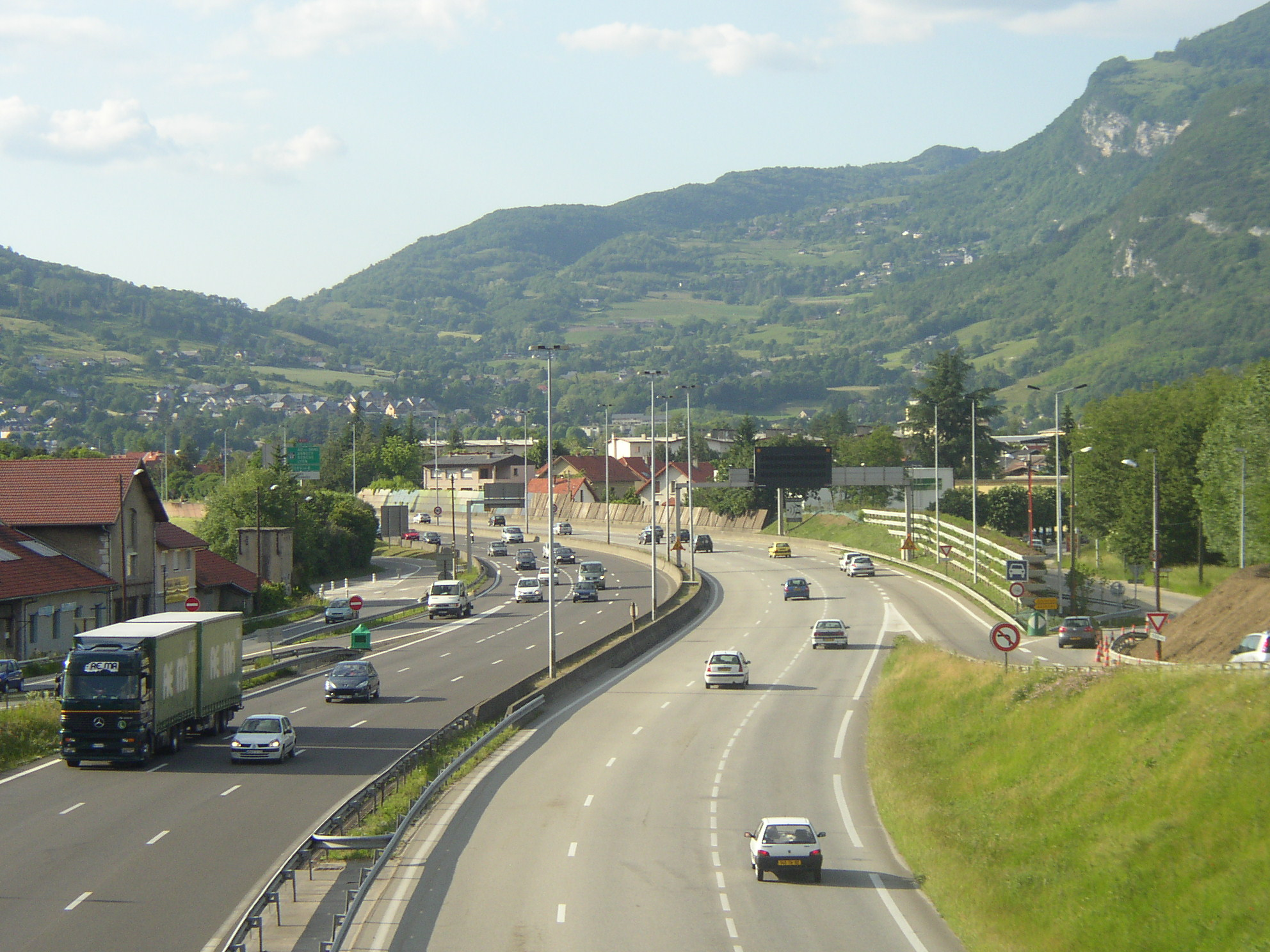
La VRU de Chambéry (RN 201) vue depuis la sortie 19 « La Ravoire ».

La commune de la Ravoire est traversée par deux axes routiers majeurs.
Tout d'abord l’autoroute A43 venant de Lyon et reliant l'Italie via le tunnel du Fréjus passe par la commune de la Ravoire, d'abord en tant que nationale 201, la 2 x 3 voies traversant l’agglomération de Chambéry, puis à nouveau en tant qu'autoroute A43 dans la direction des vallées alpines. L'étendue de la Ravoire lui permet de bénéficier de trois sorties d'autoroute, dont deux situées sur la commune.
Ensuite la Ravoire voit également passer la D 1006 (ex-nationale 6) liant Lyon à l'Italie par le col du Mont-Cenis. Celle-ci longe d'abord la commune sur sa limite nord qu'elle sépare ainsi de sa voisine Saint-Alban-Leysse, puis traverse la commune à partir du carrefour de la Trousse jusqu'à son entrée sur la commune de Challes-les-Eaux.

#### Transport ferroviaire
La Ravoire voit passer au sud-ouest de son territoire la ligne ferroviaire de la Maurienne de Culoz à Modane. La gare ferroviaire la plus proche est toutefois la gare de Chambéry-Challes-les-Eaux située à Chambéry à une demi-douzaine de kilomètres. Elle permet des liaisons TGV vers Paris ainsi que des liaisons TER vers Lyon, Grenoble, Annecy, Genève et les vallées alpines de Tarentaise et Maurienne.

#### Transports en commun
Bus

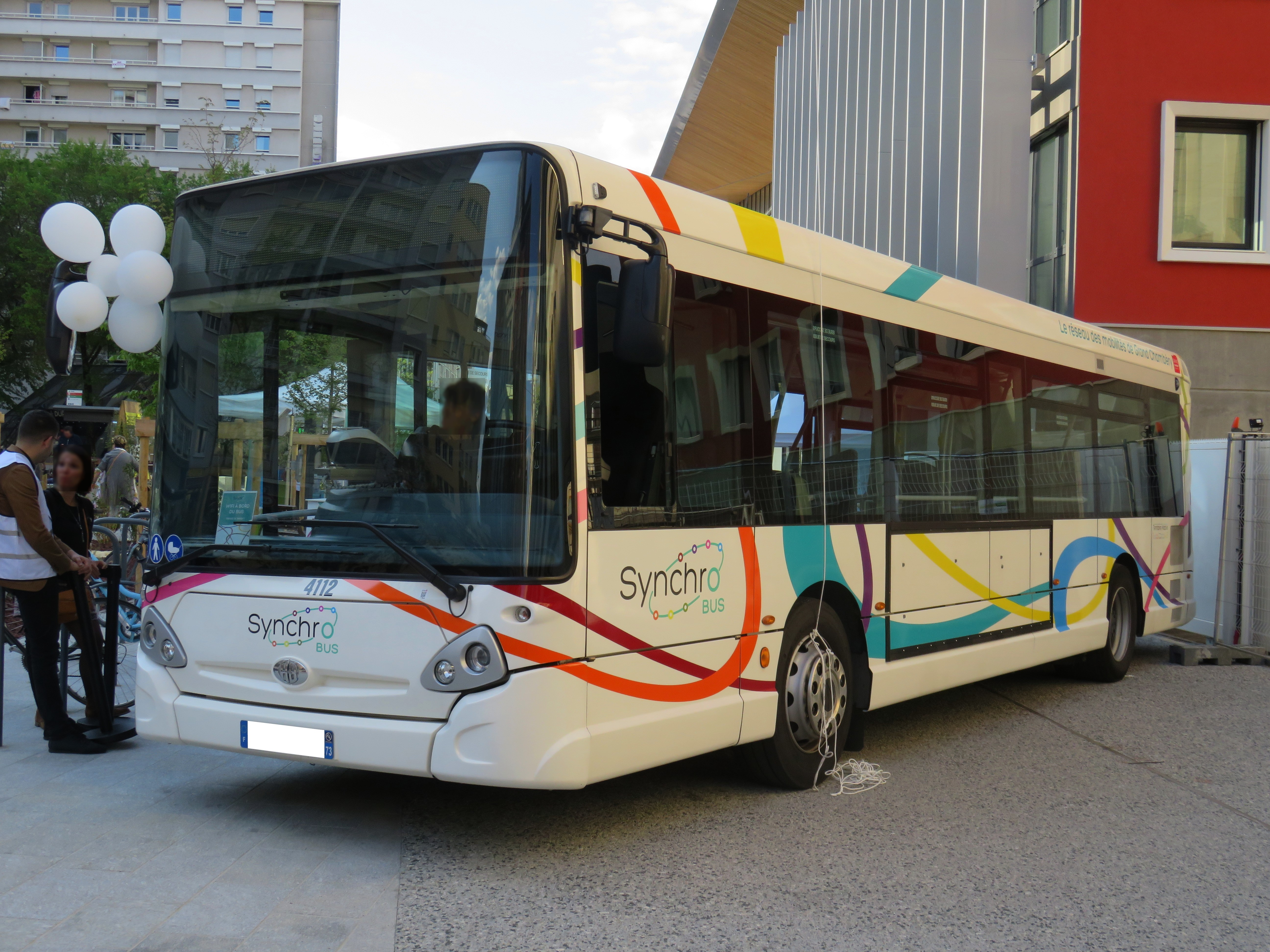
Un Synchro Bus devant la gare de Chambéry en avril 2019.

La commune est desservie par neuf lignes du réseau Synchro Bus, géré conjointement par le Grand Chambéry et Keolis Chambéry. Les lignes concernées sont :
- la ligne    B  , qui traverse le territoire au nord-est. Elle relie Barby à Sonnaz via le centre-ville de Chambéry et dessert 3 arrêts dans la commune (“L.P. Nivolet”, “Féjaz” et “Parc relais La Trousse”) ;
- la ligne    C  , qui traverse du nord au sud. Elle relie Challes-les-Eaux à La Motte-Servolex via le centre-ville de Chambéry et dessert 6 arrêts dans la commune (“Peysse”, “Belledonnes”, “La Ravoire Centre”, “Vallon Fleuri”, “Biche” et “Lycée du Granier”) ;
- la ligne   1 , qui traverse la commune du nord-est au sud-est du territoire. Elle relie Saint-Jeoire-Prieuré à La Motte-Servolex via le centre-ville de Chambéry et dessert 3 arrêts dans la commune (“Z.I. Mollard”(non desservi juin 2018), “Plaine” et “Tarentaise”) ;
- la ligne   3 , qui passe au sud-ouest de la commune. Elle relie Saint-Baldoph à Chambéry, et dessert 4 arrêts dans la commune (“EFI”, “Villette”, “Z.I. Albanne” et “Archimède”) ;
- la ligne   5 , qui passe à l’extrême sud-ouest de la commune. Elle relie Barberaz au Lycée Gaspard-Monge à Chambéry, et dessert 1 arrêt dans la commune (“Montlevin”) ;
- la ligne   6 , qui traverse la commune du sud-ouest à l’est. Elle relie Saint-Baldoph au centre commercial Galion, à Bassens, et dessert 8 arrêts dans la commune (“Bois Plan”, “Lycée du Granier”, “Biche”, “Vallon Fleuri”, “Mairie La Ravoire”, “Collège E. Rostand”, “Pré renaud” et “Épinettes”) ;
- la ligne   12 , qui circule en Transport à la demande (TAD), dispose de son point de départ au nord-est de la commune, à l’arrêt “Parc relais La Trousse”. Elle relie ce dernier à Thoiry et aux Déserts ;
- la ligne   13 , qui circule en Transport à la demande (TAD), dispose de son point de départ au nord-est de la commune, à l’arrêt “Parc relais La Trousse”. Elle relie ce dernier La Thuile ;
- la ligne   14 , qui circule en Transport à la demande (TAD), dispose de son point de départ au nord-est de la commune, à l’arrêt “Lycée du Granier”. Elle relie ce dernier à La Thuile.

Le dimanche et les jours fériés, seules les lignes    B   et    C   circulent. Le réseau de nuit ayant été supprimé dans le cadre du nouveau réseau, Territoire Mobile, la commune ne voit plus de bus traverser son territoire après 22 heures 43 (dernier départ à 22 heures 7 sur la ligne    B  ) en semaine et 21 heures 51 (dernier départ à 21 heures 35 sur la ligne Chrono    B  ) le dimanche.
Cars
La commune est également desservie par deux lignes de cars:
- la ligne 6060 de Transisère, qui traverse la commune du nord-est au sud-est du territoire afin de relier Grenoble à Chambéry via Chapareillan. Elle dispose de deux arrêts dans la commune (“Plaine” et “Z.I. Mollard”).
- la ligne C3 de Belle Savoie Express, qui traverse la commune du nord-est au sud-est du territoire afin de relier Chamoux-sur-Gelon à Chambéry via Montmélian. Elle dispose d’un arrêt dans la commune.

#### Transport aérien
L'aéroport le plus proche de la Ravoire est l'aéroport de Chambéry - Savoie, situé à une dizaine de kilomètres plus au nord entre le Bourget-du-Lac et Viviers-du-Lac. Un aérodrome, l’aérodrome de Chambéry - Challes-les-Eaux, offrant entre autres des vols en planeur, est situé moins loin sur la commune de Challes-les-Eaux, à moins de 5 kilomètres à l'est.

### Climat
Tempéré avec des étés assez chauds et des hivers froids à l'échelle nationale avec beaucoup de précipitations toute l'année.
Voir Chambéry pour plus de précisions. La Ravoire a globalement un climat proche d'un climat montagnard.

## Urbanisme

### Typologie
Au 1er janvier 2024, La Ravoire est catégorisée grand centre urbain, selon la nouvelle grille communale de densité à sept niveaux définie par l'Insee en 2022.
Elle appartient à l'unité urbaine de Chambéry, une agglomération intra-départementale regroupant 35  communes, dont elle est une commune de la banlieue,,. Par ailleurs la commune fait partie de l'aire d'attraction de Chambéry, dont elle est une commune du pôle principal,. Cette aire, qui regroupe 115 communes, est catégorisée dans les aires de 200 000 à moins de 700 000 habitants,.

### Occupation des sols
L'occupation des sols de la commune, telle qu'elle ressort de la base de données européenne d’occupation biophysique des sols Corine Land Cover (CLC), est marquée par l'importance des territoires artificialisés (65,1 % en 2018), en augmentation par rapport à 1990 (49,2 %). La répartition détaillée en 2018 est la suivante : 
zones urbanisées (33,8 %), zones industrielles ou commerciales et réseaux de communication (27,6 %), zones agricoles hétérogènes (22 %), prairies (11,8 %), espaces verts artificialisés, non agricoles (3,6 %), forêts (1,1 %).
L'IGN met par ailleurs à disposition un outil en ligne permettant de comparer l’évolution dans le temps de l’occupation des sols de la commune (ou de territoires à des échelles différentes). Plusieurs époques sont accessibles sous forme de cartes ou photos aériennes : la carte de Cassini (XVIIIe siècle), la carte d'état-major (1820-1866) et la période actuelle (1950 à aujourd'hui).

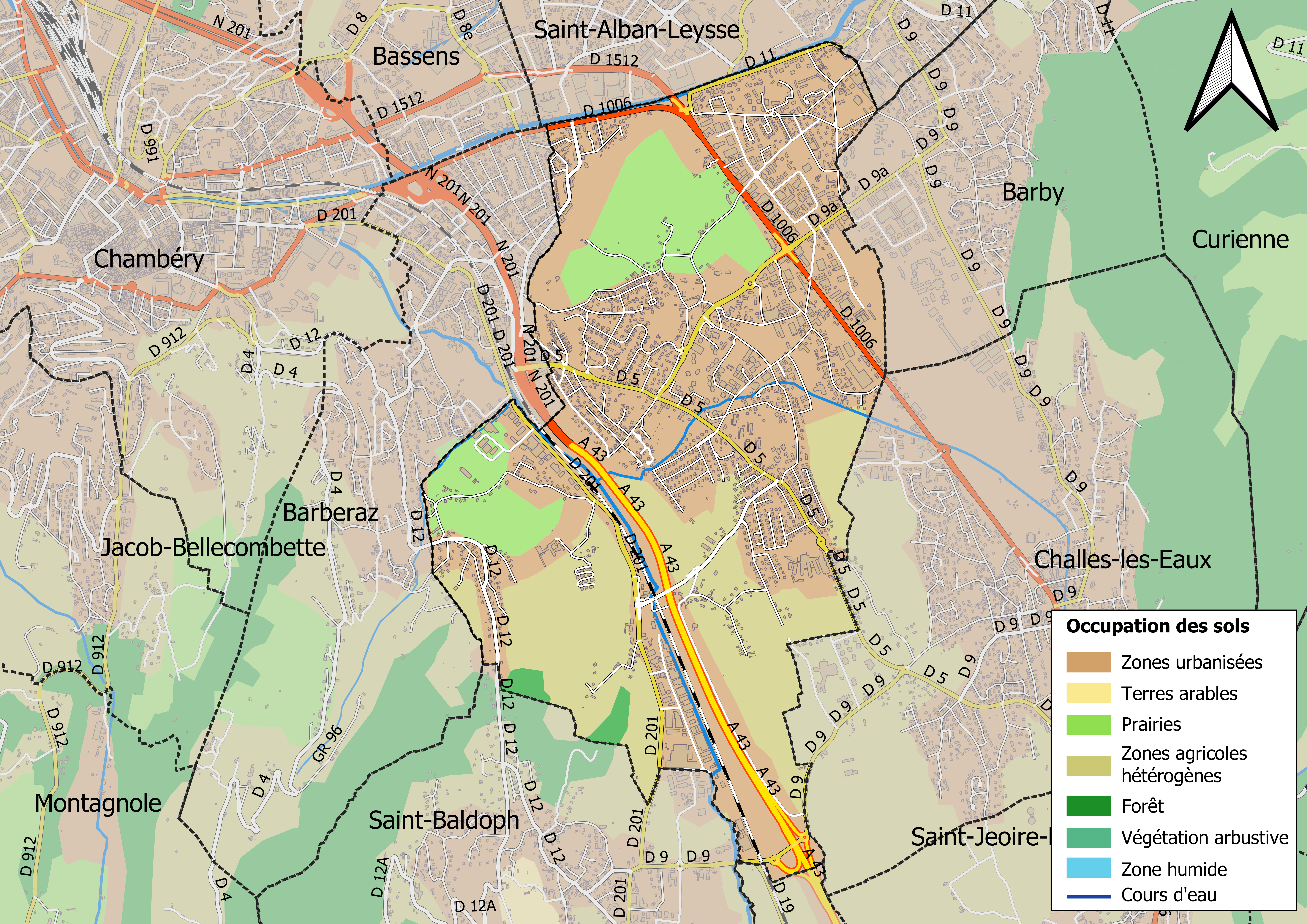
Carte des infrastructures et de l'occupation des sols en 2018 (CLC) de la commune.
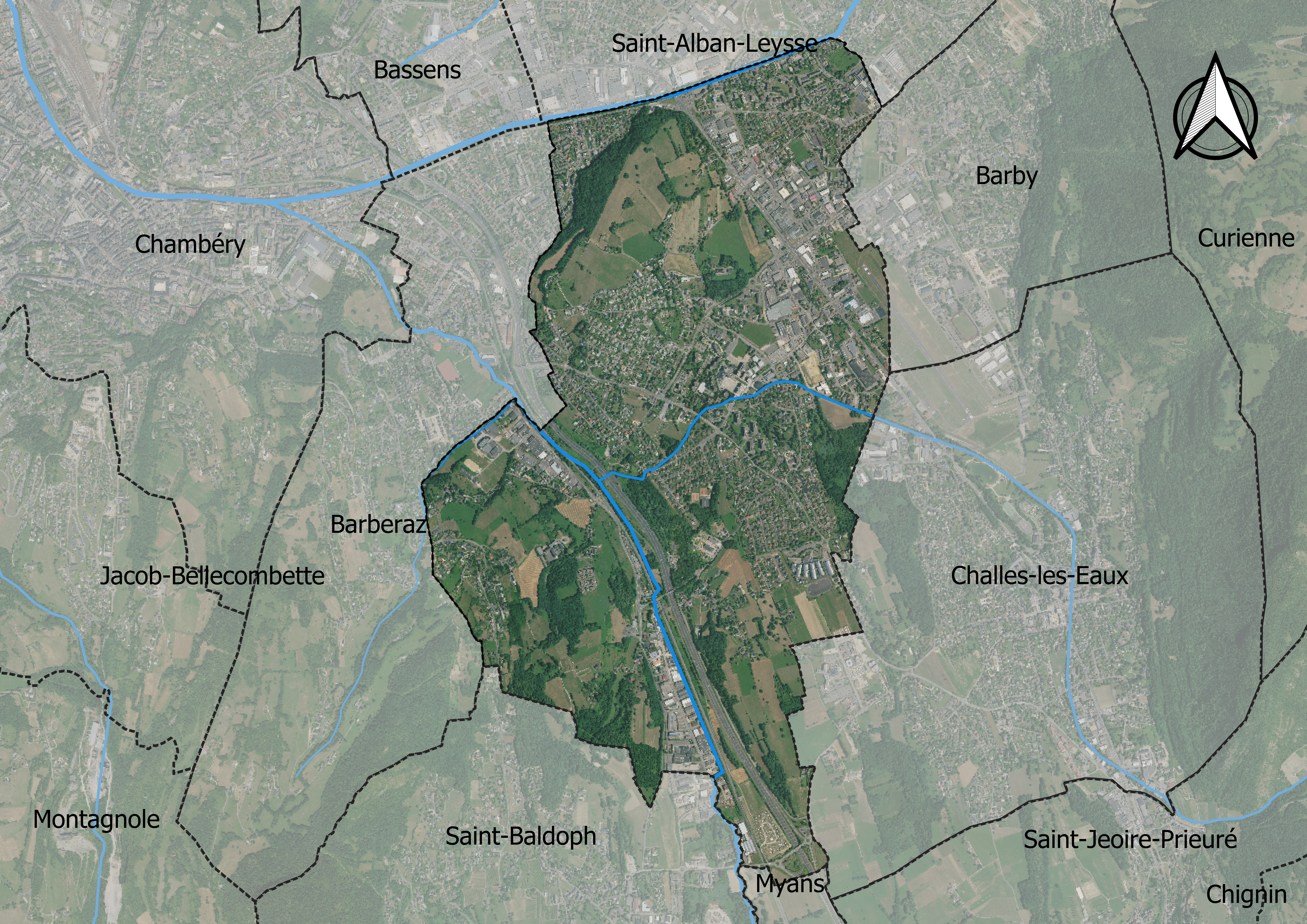
Carte orthophotogrammétrique de la commune.

### Morphologie urbaine
En 2004, La Ravoire a adopté son plan local d'urbanisme. Il prévoit la création de logements dans chaque quartier, la création de deux zones économiques pour continuer à favoriser l'emploi et l'économie et enfin, la création d'un éco-quartier en centre-ville, en concertation depuis juin 2006.
La commune dispose de plusieurs quartiers. La Madeleine est le quartier le plus récent. Créé en 2006, il prévoit à terme la construction de 300 logements, situés tout à côté de la colline de La Trousse, comportant 80 hectares d'espace naturel protégé.
La commune de La Ravoire, traversée par de grands axes routiers, a su conserver son esprit village tout en continuant à se développer. Pour ce faire, chaque quartier est doté de petits centres commerciaux, d'espaces verts et d'équipements publics de proximité.
Le centre de La Ravoire n'est pas un vieux bourg traditionnel, mais une zone résidentielle où se concentre une forte partie de la population.
La Ravoire est divisée en plusieurs quartiers :
A l'ouest de la commune, coté occidental de la VRU, proche de Barberaz et Saint Baldolph
- L'Araignée ;
- La Follatière ;
- Saint Martin ;
- Grand ;
- La Villette ;
- Montlevin ;
- La Piulaz ;
- Le clos du Resset ;
- Néquidé ;
- Les Près ;
- Pont Marda ;
- Au centre, entre la VRU et la route Nationale 6, sous la coline de l'Echaud
- au centre, entre la VRU et la route Nationale 6
- L'Échaud ;
- Le Gallaz ;
- Le Pré Renaud ;
- La Deserte ;
- ement
- La Peysse ;
- Le Val Fleuri ;
- Richelieu ;
- Valmar ;
- Le Pré Joli ;
- Le Pré Hibou ;
- Le Mollard ;
- Le Vallon Fleuri ;
- La Tuilerie ;
- La Plantaz ;
- Concorde ;
- Le Clos Saint Antoine ;
- Mareschal ;
- Le Clos de la Chapelle ;
- Le Crest ;
- La Peyrouse ;
- Le Roc Noir ;
- Puits d'Ordets ;
- Au nord (avant ou sur la colline de l'Echaud)
- La Madeleine ;
- u Nord
- [7];
- Galibier ;
- Chevron ;
- Le Clos Saint François ;
- Le Haut Mollard ;
- La Parpillette ;
- La Petite Plaine ;
- Au sud (sous le centre), proche de Challes les Eaux
- Les Massettes

### Logement
En matière d’habitat, la commune a créé plus de 500 logements de tous types - du locatif social à l’accession libre tout en passant par le locatif investisseur et l’accession sociale à la propriété.
La volonté municipale est d’offrir à la population une large gamme d’habitations, de la maison individuelle aux collectifs.

### Projets d'aménagements
Depuis 2006, la commune de la Ravoire travaille sur un projet de réaménagement  du centre ville autour de la mairie.
Ce projet a pris la forme d’une zone d'aménagement concerté, la ZAC Valmar, qui couvrirait une surface de 10 hectares au centre de la commune. Elle accueillerait 1 060 logements pour 80 000 m2 de surface hors œuvre nette. Environ 3 000 habitants pourraient être logés, sachant que la commune en compte aujourd’hui 8646. L’enjeu est relativement important puisqu'il s'agit d'une grande partie de la ville ici concernée, les travaux pouvant s'étaler longuement sur la durée.
En plus de ce projet de centre ville, le programme prévoit l’aménagement d’une rue piétonne, d’une esplanade et le réaménagement des berges de la Mère. Au sein de l’opération, la mairie souhaite atteindre l’objectif « zéro pesticides ».
Cependant, les commerces peinent à rester ouverts pendant la durée des travaux. Nombreux sont ceux qui ont fermé (supérette, boulangerie, bar-brasserie, (le tabac-presse vivotant) avant la fin du projet qui est estimée à 2014 ou 2015 pour le premier îlot (Valmar village) et en 2023 pour le dernier îlot.

## Toponymie
Le nom de La Ravoire, signifiant « lieu planté de chênes », est attesté pour la première fois en 1546.
En francoprovençal, le nom de la commune s'écrit La Ravouéra, selon la graphie de Conflans.

## Histoire
La Ravoire se trouve sur un axe de communication important dans l'organisation de l'espace régional.
L’histoire de La Ravoire s’est faite au fil de celle de ses hameaux, devenus avec l’urbanisation de la commune des quartiers :
- le Chef-lieu sur la colline, avec  l'église, la mairie jusqu'au XXe siècle et l'école de garçons (le bâtiment est devenu la Maison de l'enfance). Autour se trouvaient des fermes avec leurs terres agricoles.
- Le Mollard  avec ses quelques fermes  et le château  de La Pérouse repris et reconstruit  par le Comte Costa de Beauregard. Dans les  années 1948/50 un Centre ménager  agricole privé s'installe dans le château et prend le nom  des "Charmilles", devenu Lycée des Charmilles, il est fermé en 2016[11]
- la Villette, ancienne maison de maître rachetée par Camille Costa de Beauregard, comme annexe de son orphelinat du Bocage. Reprise par le Petit Séminaire elle est devenue le collège Notre Dame de la Villette depuis 1907[12] ;
- le Gallaz  occupé par une ferme entouré de marécages. Lié à la légende du contrebandier Mandrin ;
- la Peysse, à l'entrée de la commune, avec ses commerces regroupés le long de la route;
- Leysse où la famille de La Chavanne s'est constitué un domaine important au cours des XVIIIe et XIXe siècles, à la limite des communes de Barby et de St Alban. Domaine sur lequel vivaient plusieurs familles de fermiers et de laboureurs. En 1910, une partie du domaine sur lequel le Comte avait bâti une ferme importante, est vendue au grand séminaire de Chambéry qui vendra en 1935 aux  pères dominicains. Le lycée du Nivolet s'y est installé en 1957.
- la colline de l’Echaud, où se trouvaient les fourches patibulaires, lieu de torture au Moyen Âge ; Il y avait des clos (vignes encloses)
- Boëge, avec un lavoir et un four à pain ;
- le Val fleuri, hameau agricole ;
- la Madeleine, constituée de terres cultivables, dont quelques-unes appartenaient au « château » Guillemin.

## Politique et administration

### Administration municipale
Le conseil municipal de La Ravoire se compose du maire, de 8 adjoints, de 12 conseillers délégués et de 8 conseillers municipaux.
Voici ci-dessous le partage des sièges au sein du conseil municipal :

### Tendances politiques et résultats
Les différents maires de La Ravoire avaient majoritairement des tendances politiques de centre-droite, excepté un maire qui avait pour parti la SFIO.
Le conseil municipal représente les habitants. Ses attributions sont très larges depuis la loi de 1884 qui le charge de régler « par ses délibérations les affaires de la commune ». Le conseil municipal donne son avis toutes les fois qu’il est requis par les textes ou par les représentants de l’État.
|                                 | 1er score | 1er score                             | 2e score | 2e score                                | Participation |
| Élections européennes de 2014   |           | 21,17 % pour Renaud Muselier (UMP)    |          | 21,02 % pour Jean-Marie Le Pen (FN)     | 46,57 %       |
| Élections municipales de 2014   |           | 67,63 % pour Patrick Mignola (SE)     |          | 32,36 % pour Viviane Coquillaux (DVG)   | 59,27 %       |
| Élections législatives de 2012  |           | 51,19 % pour Béatrice Santais (PS)    |          | 48,81 % pour Pierre-Marie Charvoz (DVD) | 57,29 %       |
| Élection présidentielle de 2012 |           | 52,16 % pour Nicolas Sarkozy (UMP)    |          | 47,84 % pour François Hollande (PS)     | 85,40 %       |
| Élections régionales de 2010    |           | 53,23 % pour Jean-Jack Queyranne (PS) |          | 33,60 % pour Françoise Grossetête (UMP) | 54,55 %       |
| Élections cantonales de 2011    |           | 56,45 % pour Robert Gardette (PS)     |          | 43,55 % pour Jean-Marc Léoutre (DVD)    | 49,87 %       |

### Liste des maires
| Période                                  | Période          | Identité                 | Étiquette                 | Qualité |
| ---------------------------------------- | ---------------- | ------------------------ | ------------------------- | --- |
|                                          | En cours         |                          |                           | |
| 1908                                     | mars 1944        | Léon Costa de Beauregard |                           | Conseiller général du canton de Chambéry-Sud (1919 → 1928) |
| mars 1944                                | mai 1953         | Calixte Duisit           | SFIO                      | |
| mai 1953                                 | 11 mars 2001     | Jean Blanc               | MRP puis CDP puis UDF-CDS | Maraîcher Président du SIAURC (1957 → 1977) Conseiller général du canton de Chambéry-Sud (1961 → 1973) Sénateur de la Savoie (1968 → 1995) Conseiller général du canton de La Ravoire (1973 → 1998) 1er vice-président du conseil général de la Savoie (1982 → 1998)                                                                                                   |
| 11 mars 2001                             | 4 septembre 2017 | Patrick Mignola          | UDF-DL puis MoDem         | Chef d'entreprise Député de la 4e circonscription de la Savoie (2017 → 2022) Conseiller régional d'Auvergne-Rhône-Alpes (2015 → 2021) Vice-président de la région Auvergne-Rhône-Alpes (2016 → 2017) Président de Métropole Savoie (2014 → 2017) Vice-président du conseil général de la Savoie (2002 → 2010) Conseiller général du canton de La Ravoire (1998 → 2010) |
| 4 septembre 2017                         | 3 Juillet 2020   | Frédéric Bret            | DVD                       | Chef d'entreprise Conseiller départemental du canton de La Ravoire (2015 → 2021) |
| 3 Juillet 2020                           | En cours         | Alexandre Gennaro        | SE                        | Chef d'entreprise Conseiller départemental du canton de La Ravoire (2021 → ) |
| Les données manquantes sont à compléter. |                  |                          |                           | |

### Politique environnementale
La commune de La Ravoire a pour objectif un projet de restructuration du centre ville autour de la mairie. Ce projet se nomme « ZAC du centre ville » (zone d'aménagement concerté). Il couvre une superficie d’environ 12 hectares et comportera des  logements, des activités et des équipements, ceci afin de recréer un véritable quartier où il sera possible de vivre et de travailler.
Depuis 2010, la commune s’engage à mettre en œuvre de bonnes pratiques en matière d’usage de pesticide dans la gestion des espaces verts communaux, par le biais de la convention « zéro pesticide ». Afin d’encourager financièrement l’installation d’énergies renouvelables, La Ravoire a mis en place des aides financières pour un plancher solaire.
La FRAPNA (Association qui agit pour défendre le patrimoine naturel et sensibiliser à la protection de l’environnement) en partenariat avec La Ravoire, a mis en place le projet « avenir vert » dans les écoles. Il consiste à sensibiliser et éduquer les enfants sur leur environnement et leur territoire, pour leur faire connaitre leur milieu naturel et rendre la vie plus facile à la faune et la flore qui les entourent. Chaque école a un projet environnemental lié à son territoire : découverte des oiseaux, nettoyage et défrichage du marais de Montagnol pour Sainte-Lucie, construction d’abris pour les hérissons et autre petits animaux, création d’un refuge nature pour la petite faune.
En 2010, pour lutter contre la pollution, la municipalité a signé un plan de déplacement entreprise encourageant les agents à utiliser les transports alternatifs à la voiture. Elle a investi dans deux véhicules électriques qui serviront au service technique ainsi qu’une flotte de cinq vélos électriques.
Depuis 1980, la commune compte de nombreux aménagements pour les cyclistes. Depuis 2010, il est possible de se rendre à vélo au centre de Chambéry en toute sécurité.

### Jumelages
- Teningen (Allemagne), 1984 ;
- Vado Ligure (Italie), 2002.

Ces jumelages sont effectués grâce au comité de jumelage dans le centre de La Ravoire.

## Population et société

### Démographie
L'évolution du nombre d'habitants est connue à travers les recensements de la population effectués dans la commune depuis 1793. Pour les communes de moins de 10 000 habitants, une enquête de recensement portant sur toute la population est réalisée tous les cinq ans, les populations de référence des années intermédiaires étant quant à elles estimées par interpolation ou extrapolation. Pour la commune, le premier recensement exhaustif entrant dans le cadre du nouveau dispositif a été réalisé en 2004.

En 2022, la commune comptait 9 154 habitants, en évolution de +7,92 % par rapport à 2016 (Savoie : +3,63 %, France hors Mayotte : +2,11 %).
| 1793 | 1800 | 1806 | 1822 | 1838 | 1848 | 1858 | 1861 | 1866 |
| ---- | ---- | ---- | ---- | ---- | ---- | ---- | ---- | ---- |
| 594  | 755  | 743  | 859  | 825  | 861  | 859  | 858  | 837  |

| 1872 | 1876 | 1881 | 1886 | 1891 | 1896 | 1901 | 1906 | 1911 |
| ---- | ---- | ---- | ---- | ---- | ---- | ---- | ---- | ---- |
| 814  | 785  | 754  | 756  | 896  | 743  | 819  | 751  | 909  |

| 1921 | 1926  | 1931  | 1936  | 1946  | 1954  | 1962  | 1968  | 1975  |
| ---- | ----- | ----- | ----- | ----- | ----- | ----- | ----- | ----- |
| 912  | 1 048 | 1 050 | 1 256 | 1 515 | 1 489 | 1 649 | 2 694 | 4 020 |

| 1982  | 1990  | 1999  | 2004  | 2006  | 2009  | 2014  | 2019  | 2022  |
| ----- | ----- | ----- | ----- | ----- | ----- | ----- | ----- | ----- |
| 6 659 | 6 689 | 6 555 | 6 724 | 6 788 | 7 458 | 8 032 | 8 530 | 9 154 |

### Enseignement
La commune, rattachée à l'académie de Grenoble, compte cinq groupes scolaires dont un privé, deux collèges (le collège public Edmond-Rostand, le collège privé Notre-Dame-de-la-Villette) et trois lycées (lycée du Granier, lycée professionnel du Nivolet, LEP privé Les Charmilles).

### Manifestations culturelles et festivités
De nombreuses animations culturelles se déroulent dans cette ville, telle que la « Fête de la rentrée » qui rassemble toute la famille autour d'animations gratuites et populaires, « Le printemps de La Ravoire » qui donne aux visiteurs, l'occasion de découvrir de multiples stands fleuris. Il y a aussi la traditionnelle exposition automobile qui, pendant tout un week-end, permet de revoir de très belles voitures anciennes, mais également des expositions de miniatures ; cette festivité est suivie de sa fameuse parade où les voitures défilent les unes les autres sur la route nationale.
De nombreuses associations cultuelles s'y donnent en spectacle, comme celle de Grégory Lemarchal contre la mucoviscidose, mais également des chanteurs comme The Animals, la Canadienne Pascale Picard, le très pop Peps, Rose, et humoristes tels Anne Roumanoff, François Xavier Demaison ou encore Christophe Alévêque.

### Santé
La commune ne dispose pas de centres médicaux tels qu'un hôpital, une clinique mais dispose cependant de plusieurs médecins généralistes, de psychologues et davantage basés généralement dans le centre-ville. L'hôpital le plus proche est celui de Chambéry et la clinique la plus proche nommée Médipôle est celle de Challes-les-Eaux, commune voisine.

### Sports
La commune de La Ravoire propose certaines organisations sportives, permettant la pratique de disciplines diverses : du judo, du tennis, du yoga, en passant par le football ou le rugby.
Le club de Football, l'Union Sportive abrégé L'US La Ravoire, est basé temporairement au stade de Féjaz mais dispose depuis septembre 2018 d'un stade synthétique situé derrière le Lycée du Granier, à la limite avec Challes-les-Eaux.
Le Tennis Club House se situe à La Ravoire sur un site comprenant 2 courts couverts et 4 courts de plein air: 2 courts en béton poreux, 2 courts en green-set, avec la ligne des 9 m pour les 8-9 ans, sur lesquels un nouvel éclairage a été installé.
Un établissement de thalassothérapie propose des activités de yoga (relaxation). Cet organisme est classé dans la rubrique sport parmi les activités yoga.

### Médias
- Télévision locale : TV8 Mont-Blanc ;
- Hebdomadaire : La Vie Nouvelle.

### Culte

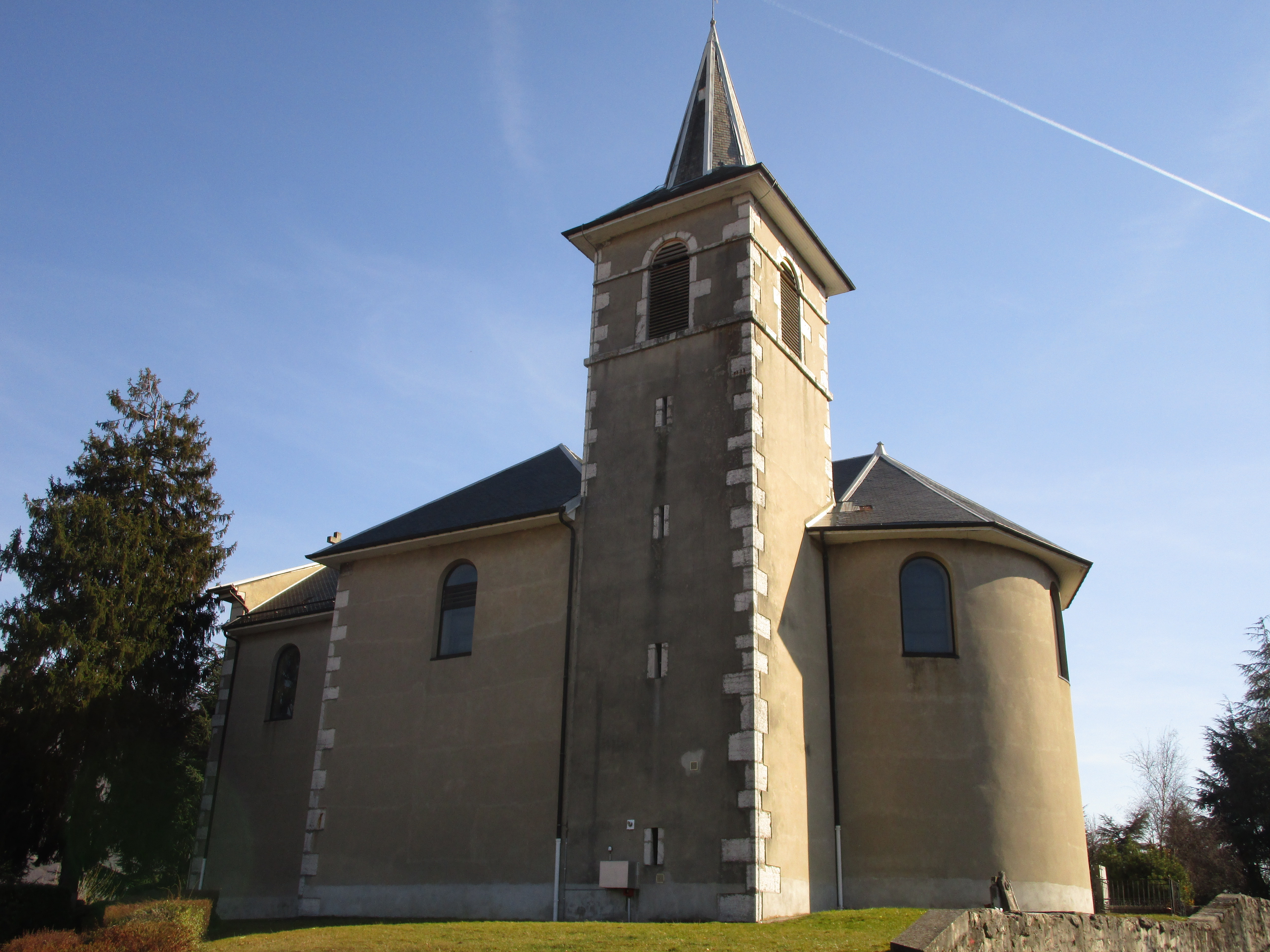
L’église Saint-Étienne de La Ravoire en 2 2017.

La Ravoire est le siège de la paroisse de Saintes Marthe et Marie - La Ravoire. Elle fait partie du doyenné de Saint-Alban-Leysse, au sein du diocèse de Chambéry, Maurienne et Tarentaise, suffragant de l’archidiocèse de Chambéry, Maurienne et Tarentaise. Mgr Philippe Ballot est l’évêque de ce diocèse depuis 2009.
En 2017, la paroisse dispose d’un lieu de culte à La Ravoire, l’église Saint-Étienne, où le culte catholique est célébré toutes les semaines.

## Économie
Le commune fait partie de l'aire géographique de production et transformation du « Bois de Chartreuse », la première AOC de la filière Bois en France,.

### Revenus de la population et fiscalité
L’attractivité économique de la commune s’explique également par une fiscalité se situant à un niveau inférieur à la moyenne du département de la Savoie avec une taxe professionnelle de 15,49 %, une taxe sur le foncier bâti de 20,00 % et une taxe d’habitation de 6,59 %.
Première commune de Savoie à réviser son plan local d’urbanisme (2002-2004).

### Emploi
Des services économiques de proximité sont proposés à tous tels que la cellule Économie – Emploi qui permet de rapprocher les chefs d’entreprise et les demandeurs d’emploi.

### Entreprises de l'agglomération
Située dans la première couronne du bassin chambérien, La Ravoire se caractérise par sa qualité de vie et son dynamisme économique : 5 zones d'activités, plus de 300 entreprises, mêlant des activités industrielles, tertiaires et artisanales, des centres commerciaux, et un taux de chômage inférieur à la moyenne nationale (6,6 %).
Elle comporte un pôle économique dynamique et diversifié regroupant plus de 300 entreprises et mêlant des activités industrielles et tertiaires ainsi que des activités plus traditionnelles.
Ces entreprises sont regroupées au sein de 5 zones d’activités - d’une superficie totale de près de 50 hectares - et de centres commerciaux représentant au total près de 3 200 emplois.

### Commerces
Les commerces de la Ravoire sont nombreux et variés.
Malgré les 8646 habitants en 2018 sur La Ravoire, les commerces sont en plein développement.
Entre 2011 et 2012, l’économie ravoirienne a beaucoup évolué. Avec une dizaine de créations d’entreprises, le commerce se porte plutôt bien sur la commune et se diversifie, du matériel médical à la boulangerie en passant par la  restauration ou la concession automobile.
Les 24 commerces de la commune sont  repartis en 3 centres commerciaux :
- Richelieu ;
- Féjaz ;
- Val Fleuri.

La commune recense plusieurs catégories d'entreprises : garages automobiles, magasins de vêtements, chaussures et autres accessoires de beauté, restaurants, fitness et autres. 3 grandes surfaces alimentaires sont en outre implantées à la Ravoire.
La Ravoire dispose d’un petit marché de producteurs qui s’installent tous les vendredis matin sur la place de l’Hôtel-de-Ville.

## Culture locale et patrimoine

### Lieux et monuments
- Le château des Charmilles : Cette demeure fut la possession de la famille des Costa de Beauregard.
- La Colline de l'Echaud : cette immense colline entourée par l'agglomération chambérienne est l'un des poumons de verdure de La Ravoire. Depuis les années 2010, elle compte un circuit sportif de musculation disposé le long du chemin principal permettant l'accès à la colline. Au sommet du parc se situe d'ailleurs un petit stade de football amateur ainsi qu'une aire de jeux pour les enfants. Une partie de la colline est un ensemble de quartiers résidentiels tandis que du côté opposé se trouve d'immenses champs et forêts. La colline de l'Echaud dispose d'une des cinq écoles maternelles/ primaire de la commune ainsi que du lycée agricole des Charmilles. C'est au sommet du parc de la colline que se déroule le 24 juin, les feux d'artifice de la Saint-Jean organisés par la municipalité.

### Espaces verts
Depuis 2007, la commune est récompensée par une fleur au palmarès du concours des villes et villages fleuris.
La mairie maintient la préservation du patrimoine naturel dont les 80 hectares de la colline de la Trousse et les 110 hectares de la Villette.

### Personnalités liées à la commune
Les personnalités suivantes, entre autres, ayant un attachement particulier pour cette commune, ont participé au développement de la Ravoire :
- Famille de la Ravoire : plusieurs membres occupaient d'importantes fonctions dans le duché de Savoie donne son nom à un ancien hameau burgonde Villard Valmar (vallée de la mère) fondé au Ve siècle ;
- Louis Mandrin (°1724 † 1755) : créateur du pont de Gallaz ;
- Jean Lapierre : a construit la salle des fêtes en 1932 ;
- Camille Costa de Beauregard (°1841 † 1910) : a construit le château ;
- Comte de Boigne : transforma en 1868 le château de Beauregard en établissement agricole ;
- Auguste Grumel, évêque de Maurienne, ancien supérieur de La Villette.
- Gabriel-Marie Garrone (1901-1954), ancien élève de La Villette ;
- Henry de Buttet (1907-2005), ancien élève de La Villette ;
- Michel de Certeau (1925-1986), ancien élève de La Villette ;
- Jean Blanc, sénateur-maire de La Ravoire : maire de 1953 à 2001, sénateur de 1968 à 1995 ;
- Patrick Mignola (1971- /), maire de 2001 à 2017, député.

### Héraldique
| Blason de La Ravoire | Palé de six pièces d'argent et de gueules, à la bande d'azur brochant sur le tout. |